# Rachael Karker
Rachael Karker (* 9. September 1997 in Guelph) ist eine kanadische Freestyle-Skierin. Sie startet in den Disziplinen Halfpipe und Slopestyle.

## Werdegang
Karker nimmt seit 2013 an Wettbewerben FIS und der AFP World Tour teil. Ihr Debüt im Weltcup hatte sie zu Beginn der Saison 2015/16 in Cardrona, das sie auf dem 11. Platz in der Halfpipe beendete. Es folgte Platz drei bei der Revolution Tour in Seven Springs, Rang zwei beim Nor-Am-Cup in Calgary und Platz eins bei der Canadian Open Tour in Stoneham. Im März 2017 wurde sie bei der Canadian Open Tour in Stoneham Zweite in der Halfpipe. In der Saison 2018/19 erreichte sie im Secret Garden Skiresort und in Calgary mit dem zweiten Platz in der Halfpipe ihre ersten Podestplatzierungen im Weltcup und zum Saisonende den 13. Platz im Gesamtweltcup und den zweiten Rang im Halfpipe-Weltcup. Bei den Winter-X-Games 2019 in Aspen gewann sie die Bronzemedaille in der Halfpipe und errang bei den Weltmeisterschaften 2019 in Park City den vierten Platz. In der folgenden Saison kam er sie jeweils zweimal auf den zweiten und dritten Platz und errang damit den achten Platz im Gesamtweltcup und erneut den zweiten Rang im Halfpipe-Weltcup. Bei den Winter-X-Games 2020 holte sie die Silbermedaille.

## Erfolge

### Olympische Spiele
- Peking 2022: 3. Halfpipe

### Weltmeisterschaften
- Park City 2019: 4. Halfpipe
- Aspen 2021: 2. Halfpipe
- Bakuriani 2023: 3. Halfpipe

### Weltcupsiege
Karker errang im Weltcup bisher 14 Podestplätze, davon 2 Siege:
| Datum             | Ort             | Land               | Disziplin |
| ----------------- | --------------- | ------------------ | --------- |
| 21. März 2021     | Aspen           | Vereinigte Staaten | Halfpipe  |
| 17. Dezember 2022 | Copper Mountain | Vereinigte Staaten | Halfpipe  |

### Weltcupwertungen
| Saison  | Gesamt | Gesamt | Park & Pipe | Park & Pipe | Halfpipe | Halfpipe |
| Saison  | Platz  | Punkte | Platz       | Punkte      | Platz    | Punkte   |
| ------- | ------ | ------ | ----------- | ----------- | -------- | -------- |
| 2015/16 | 113.   | 6,8    | -           | -           | 20.      | 34       |
| 2016/17 | 172.   | 3      | -           | -           | 35.      | 15       |
| 2017/18 | 71.    | 19,83  | -           | -           | 14.      | 119      |
| 2018/19 | 13.    | 52     | -           | -           | 2.       | 260      |
| 2019/20 | 8.     | 56     | -           | -           | 2.       | 280      |
| 2020/21 | -      | -      | 10.         | 100         | 1.       | 100      |
| 2021/22 | -      | -      | 6.          | 220         | 3.       | 220      |

### Winter-X-Games
- Winter-X-Games 2019: 3. Halfpipe
- Winter-X-Games 2020: 2. Halfpipe
- Winter-X-Games 2021: 3. Halfpipe
- Winter-X-Games 2023: 2. Halfpipe